# Frederick Dale Bruner
Frederick Dale Bruner (2 giugno 1932) è un biblista e teologo statunitense.

## Biografia
Bruner ha conseguito il bachelor of arts a Los Angeles all'Occidental College nel 1954. Avvicinatosi alla Chiesa presbiteriana, ha deciso di frequentare il Seminario Teologico di Princeton, dove ha conseguito il master of divinity. Nel 1963 ha completato la sua formazione conseguendo il dottorato in teologia all'Università di Amburgo. Ordinato ministro presbiteriano, nel 1964 si è trasferito con la moglie nelle Filippine, dove ha insegnato per undici anni all'Union Theological Seminary di Dasmariñas. Nel 1975 è diventato professore alla Whitworth University a Spokane, dove ha insegnato per ventidue anni. Nel 1997, dopo il suo ritiro dall'insegnamento e la nomina a professore emerito, si è trasferito a Pasadena ed è diventato professore aggiunto al Fuller Theological Seminary, dove continua suoi studi religiosi. Bruner ha due figli e uno di essi, Michael, ha intrapreso gli studi religiosi diventando pastore protestante.

## Libri pubblicati
- A Theology of Holy Spirit, Eerdmans, 1970
- Holy Spirit: Shy member of the Trinity, Augsburg Pub. House, 1984
- Matthew: The Christbook, W. Pub. Group, 1987
- Matthew: The Churchbook, W. Pub. Group, 1990
- The Gospel of John: A commentary, Eerdmans, 2012